# NEXCO
NEXCO（ネクスコ、Nippon Expressway Company）は、2005年10月1日に日本道路公団（JH）の分割民営化により発足した3社の統一的名称。高速道路株式会社法で規定された特殊会社であり、東日本高速道路（NEXCO東日本）、中日本高速道路（NEXCO中日本）、西日本高速道路（NEXCO西日本）がある。

## 会社・組織一覧

ネクスコ各社の管轄図

日本国有鉄道（国鉄）を分割民営化して発足したJRグループ各社と同様に、経営は各社で独立しており、NEXCO3社および関連会社を統括する持株会社は設立されていない。
| 事業内容     | 法人名         | 通称        | 種別     | 本社           | 主な事業区域                             |
| ------------ | -------------- | ----------- | -------- | -------------- | ---------------------------------------- |
| 高速道路会社 | 東日本高速道路 | NEXCO東日本 | 株式会社 | 東京都千代田区 | 北海道・東北・関東・新潟・信越の一部     |
| 高速道路会社 | 中日本高速道路 | NEXCO中日本 | 株式会社 | 名古屋市中区   | 関東・東海・甲信の一部・北陸             |
| 高速道路会社 | 西日本高速道路 | NEXCO西日本 | 株式会社 | 大阪市北区     | 近畿地方・中国地方・四国地方・九州・沖縄 |

### 外郭組織
| 事業内容 | 法人名                        | 通称            | 種別         | 本社           | 主な事業区域 | 詳細                                                                                                |
| -------- | ----------------------------- | --------------- | ------------ | -------------- | ------------ | --------------------------------------------------------------------------------------------------- |
| 研究機関 | 高速道路総合技術研究所        | NEXCO総研       | 株式会社     | 東京都町田市   | 全国         | 2007年4月2日にNEXCO中日本の研究機関（中央研究所）が分離・独立し、 3社共同出資の研究機関として発足。 |
| 情報処理 | NEXCOシステムソリューションズ | NEXCOシステムズ | 株式会社     | 東京都新宿区   | 全国         | NEXCO3社の基幹業務・料金収入計算・交通量測定などのシステム開発・運用・保守を行う会社。              |
| 保険     | NEXCO保険サービス             | NEXCO保険       | 株式会社     | 東京都千代田区 | 全国         | NEXCO3社及びグループ会社へ保険サービスを行う会社。                                                  |
| 福利厚生 | 道路厚生会                    |                 | 一般財団法人 | 東京都千代田区 | 全国         | NEXCO3社及びグループ会社へ福利厚生事業などを行う団体。                                              |

## NEXCOロゴについて
ネクスコの頭文字である「N」をとったロゴマークは3次元的に造形することによって、未来へと続く高速道路のダイナミズムを表すと同時に「道を走ること」がもたらしてくれる心の躍動感を表している。また、各社のブランドカラー（コーポレートカラー）はNEXCO東日本は東日本・北日本の安息を感じさせる自然をイメージした深みと明るさのあるネクスコグリーン、NEXCO中日本は中部日本エリアの活発な賑わいをイメージした力強く生き生きとしたネクスコオレンジ、NEXCO西日本は西日本・南日本の海と空の明るさをイメージした、鮮やかで清潔感のあるネクスコブルーを採用している。

## 道路公団の問題と民営化後の成果
民営化初年度の決算は3社とも100億円前後の黒字を達成した。中でも東名高速道路、名神高速道路、中央自動車道の3路線（ただし、全区間ではない）を管理しているNEXCO中日本は最も黒字幅が大きかった。道路関係四公団が抱えていた問題は、際限なく広がる借金で40兆円に達していた。コスト意識が極めて薄く建設費や管理費が増えていたにもかかわらず、倒産する事が無いためまったく歯止めがかからなかった。また、国の監視が行き届かない範囲で認可法人、財団法人、ファミリー企業を傘下に収めて、官僚の天下り先に利用していた（ここでいうファミリー企業とは、出資関係はないものの、業務上の繋がりが極めて高い公団関係企業のこと）。特に、ファミリー企業との関係が明らかになった。行政コスト計算書と公団からの受注額が半分を占めている企業をファミリー企業として、役職員を合計すると58000人もの道路公団関係者がいることが判明。そのうち日本道路公団OBが700社に2500人、首都高速道路公団OBが300社に530人、阪神高速道路公団OBが150社に280人、本州四国連絡橋公団OBが90社に150人天下りしていることが分かり、ほぼ全社が取引関係があり、明白な相関関係が見られた。公団からのOBを受け入れると公団の仕事が多く貰える構造や、給与の面で公団OBがプロパー職員より1.5倍多いことが判明した。「官から民へ」の考えに沿って道路公団を民営化すれば、こうした弊害を克服し、経営努力によりこのような問題を解決できるとして民営化を実現した。また、道路関係四公団が民営化することにより、国鉄分割民営化してできたJRのように赤字の収支状況を覆し、国税を納入するような企業になることが期待された。
日本道路公団民営化後8年半（平成17年10月~平成26年3月）の間にNEXCO3社で10兆6000億円賃借料を日本高速道路保有・債務返済機構に支払いしていて、道路関係四公団が抱えていた有利子負債を確実に返済している。当初は、2050年までに債務を返済する計画だったが、高速道路のリニューアル工事のために、2065年まで延長された。
また、NEXCOはサービスを向上させている。国土交通大臣が許可した深夜割引などの時間帯によるETC割引をする事により、1割以上の引き下げを実施している。また、NEXCO独自で割引をするようにもなった。「あるから利用する施設から、利用したくなる施設」を目指して、サービスエリア・パーキングエリアの整備を進めるようになった。また新規開業区間では、工期を短縮したり建設費のコストカットをすることに成功した。サービスを向上させたり、建設費のコストカットを実現することでNEXCOの収益が増加した。また、工期を短縮したことにより高速道路が次々と開業するようになった。道路の建設は費用対効果、採算性などの点から必要性を厳しく評価した上でNEXCO自らの経営判断を最大限尊重して決定するようになった。